# Félix Iglesias
Félix Ernesto Iglesias Cortés (Sotaquí, 8 de mayo de 1920- 8 de octubre de 2005) fue un químico farmacéutico, empresario y político chileno de la Falange Nacional y posteriormente, del Partido Demócrata Cristiano.

## Biografía
Nació en Sotaquí, Coquimbo, el 8 de mayo de 1920. Hijo de Félix Iglesias y Laura Cortés. Se casó con María Pinto Argandoña y tuvieron siete hijos.
Estudió en el Seminario Conciliar de La Serena. Más tarde ingresó a la Facultad de Química y Farmacia de la Universidad de Chile donde obtuvo el título de Químico-Farmacéutico en 1942. Entre 1945 y 1955, fue propietario de la farmacia "Iglesias" de Ovalle y desde 1956 a 1965, fue dueño de la farmacia "Esmeralda" de Los Andes. Entre 1950 a 1953, fue consejero del Colegio Regional de Químicos-Farmacéuticos de Atacama y Coquimbo. Miembro del Colegio de Químico-Farmacéuticos de Chile y de la Unión de Dueños de Farmacias.

### Carrera política
En su época universitaria fue dirigente del Centro de Alumnos de la Escuela de Química y Farmacia de su Universidad y delegado de la misma Escuela ante la Federación de Estudiantes de la Universidad de Chile, FECH.
Integró la Falange Nacional en 1946 y en 1957 el Partido Demócrata Cristiano. Entre 1960-1961 fue presidente provincial en Aconcagua y delegado a diversos congresos.
Regidor municipal y alcalde de Ovalle entre 1953 y 1956.
En las elecciones parlamentarias de 1965 fue elegido diputado por la Quinta Agrupación Departamental "San Felipe, Petorca y Los Andes", periodo 1965-1969. Integró la Comisión Permanente de Asistencia Médico-Social e Higiene; y la Comisión Especial de Solicitudes Particulares, 1967.
En las elecciones parlamentarias de 1969 fue reelecto diputado por la misma Agrupación Departamental, periodo 1969-1973. Integró la Comisión Permanente de Hacienda; la Comisión Especial de Situación Laboral de Mina Andina, 1969-1970; la Comisión Especial Acusación Constitucional Contra el ministro de Economía, Fomento y Reconstrucción, Pedro Vuskovic Bravo; y la Comisión Mixta de Presupuesto.
No fue reelecto en las elecciones parlamentarias de 1973.
Falleció el 8 de octubre de 2005.

## Historial electoral

### Elecciones parlamentarias de 1973
- Elecciones parlamentarias de 1973 para las provincias de Petorca, La Ligua y San Felipe[1]